# Ion Preda
Ion Preda (n. 5 mai 1947, com. Măgurele, județul Prahova – d. 8 aprilie 2007) a fost un politician român, membru al Partidul Național Liberal.